# 3851 Alhambra
För andra betydelser, se Alhambra (olika betydelser).
3851 Alhambra eller 1986 UZ är en asteroid i huvudbältet som upptäcktes den 30 oktober 1986 av den japanska astronomen Tsutomu Seki vid Geisei-observatoriet. Den är uppkallad efter Alhambra i Spanien.
Asteroiden har en diameter på ungefär 6 kilometer.